# Tha Eastsidaz (album)
Tha Eastsidaz è il primo album in studio del gruppo musicale statunitense Tha Eastsidaz, pubblicato il 1º febbraio 2000 dalla Doggystyle Records e dalla TVT Records.

## Tracce
1. Intro to Indo (feat. Dr. Dre) – 0:24
2. Now We Lay 'em Down – 4:42
3. Tha Eastsidaz – 2:57
4. Dogghouse (feat. Twinz & Rappin' 4-Tay) – 4:23
5. Give It 2 'em Dogg (feat. Bugsy Siegel) – 3:29
6. Got Beef (feat. Jayo Felony, Sylk-E. Fyne & Blaqthoven) – 4:11
7. Real Talk (Skit) – 0:18
8. Balls of Steel – 3:11
9. Nigga 4 Life (feat. Bad Azz) – 4:10
10. G'd Up (feat. Butch Cassidy) – 4:33
11. Another Day (feat. Butch Cassidy) – 4:15
12. Tha Mac Ten Commandments (Skit) – 0:46
13. Ghetto (feat. Kokane, Kam & Nate Dogg) – 4:39
14. Big Bang Theory (feat. Xzibit, Kurupt, CPO & Pinky) – 4:28
15. Be Thankful (feat. Kam, Pretty Tony & Warren G) – 3:43
16. How You Livin' (feat. Butch Cassidy) – 2:38
17. Take It Back to '85 (feat. Kurupt & Butch Cassidy) – 4:22
18. Tha G In Deee – 3:18
19. Tha Mac Bible: Chapter 2:11 Verse 187 (Skit) – 1:02
20. Pussy Sells (feat. Suga Free) – 4:15
21. LBC Thang (feat. Butch Cassidy) – 3:22
22. Life Goes On – 3:34

## Formazione
- Tray Deee
- Snoop Dogg
- Goldie Loc

## Classifiche
| Classifica (2000) | Posizione massima |
| ----------------- | ----------------- |
| Australia         | 27                |
| Canada            | 8                 |
| Nuova Zelanda     | 15                |
| Stati Uniti       | 8                 |